# Elif Şafak
Elif Şafak (conhecida como Shafak; Estrasburgo, 25 de outubro de 1971) é uma escritora e colunista  turca.
multipremiada e aclamada pela crítica, a autora turco-britânica conta já com 19 livros publicados, entre os quais 12 romances, onde se inclui A Ilha das Árvores Desaparecidas, finalista do Prémio Costa para Romance, publicada no Brasil como A Ilha das Árvores Perdidas, pela Editora Harper Collins. Os seus livros, muitos deles bestsellers, estão traduzidos em 55 línguas. 
Ela escreve ficção tanto em turco como em inglês. Şafak combina tradições ocidentais e orientais de narração de histórias sobre mulheres, minorias, imigrantes, subculturas e jovens. A sua escrita baseia-se em culturas e tradições literárias diversas, refletindo interesses na história, filosofia, Sufismo, cultura oral e política cultural. Şafak também usa o humor negro. Em 2010, Şafak recebeu o título de Cavaleiro da Ordem das Artes e das Letras.
"Sendo a escritora turca com mais livros vendidos, Şafak é uma corajosa defensora do cosmopolitismo, uma feminista sofisticada e uma ambiciosa escritora que infunde na sua ficção mágico-realista grandes e importantes ideias..". Os críticos têm-na designado como "uma das vozes mais marcantes da literatura turca e mundial contemporânea".

## Carreira
Doutorada em Ciência Política, deu aulas em várias universidades na Turquia, nos Estados Unidos da América e no Reino Unido , nomeadamente em Oxford, onde é honorary fellow. Tem também um doutoramento em Humanidades, pelo Bard College. Elif Shafak é vice-presidente da Royal Society of Literature e foi considerada, pela BBC, uma das mais influentes e inspiradoras mulheres da atualidade. Defensora dos direitos das mulheres, LGBTQ+ e da liberdade de expressão, foi distinguida com a medalha de Chevalier de l’Ordre des Arts et des Lettres.
Os seus livros foram publicados em mais de 40 países, e foi distinguida, entre outros, com o título de Cavaleiro da Ordem das Artes e Letras francês em 2010.
Şafak publicou dezenove livros, doze dos quais são romances, escrevendo ficção em turco e inglês. Şafak combina as tradições ocidentais e orientais da narrativa, tendo dado à estampa inumeráveis histórias de mulheres, minorias, imigrantes, subculturas, juventude e almas globais. A sua escrita baseia-se em diversas culturas e tradições literárias, refletindo um interesse profundo por história, filosofia, sufismo, cultura oral e política cultural. Şafak também tem uma veia afiada para o humor negro, com "um talento especial para retratar as vielas de Istambul."

## Ficção
Elif Şafak publicou treze livros, nove dos quais são romances.
O primeiro romance de Şafak, Pinhan ("O Escondido") recebeu o prémio Rumi em 1998, que é dado ao melhor trabalho de literatura mística na Turquia. O seu segundo romance, Şehrin Aynaları ("Espelhos da Cidade"), conta a história de uma família de convertidos espanhóis, juntando o misticismo judaico e islâmico num cenário histórico do Mediterrâneo do século XVII.
Şafak aumentou consideravelmente seu número de leitores com seu romance Mahrem ("O Olhar") que lhe rendeu no ano 2000 o prémio de melhor romance", atribuido pela União dos Escritores Turcos. Bit Palas ("O Palácio das Pulgas", 2002), vendeu imenso na Turquia e foi incluído na lista inicial do prémio do jornal inglês The Independent para melhor ficção estrangeira em 2005.
Şafak escreveu o romance The Saint of Incipient Insanities ("O Santo das Incipientes Insanidades") em inglês, publicado por Farrar, Straus and Giroux em 2004. O seu segundo romance em inglês The Bastard of Istanbul ("A Bastarda de Istambul"), foi o livro mais vendido em 2006 na Turquia e foi incluido na lista para o "Baileys Women's Prize for Fiction" de 2008. O romance, que conta a história de um arménio e de uma família turca através dos olhos das mulheres, levou a que Şafak fosse acusada pela justiça, mas as acusações foram posteriormente retiradas.
Após dar à luz a uma filha em 2006, Şafak sofreu de depressão pós-parto, uma experiência que ela tratou no seu primeiro livro autobiográfico, Siyah Süt ("Leite Negro"). Neste livro Şafak explorou a beleza e as dificuldades de ser escritora e mãe. O livro foi recebido com grande interesse e aclamado pelos críticos e leitores e tornou-se imediatamente um campeão de vendas.
No romance The Forty Rules of Love ("As Quarenta Regras do Amor"), Şafak trata o amor segundo os ensinamentos de Rumi e Xamece de Tabriz. Vendeu mais de 750.000 cópias, tornando-se o livro mais vendido de sempre na Turquia, e em França, foi agraciado com o prémio Prix Alef - Menção Especial de Literatura Estrangeira. Também foi nomeado para o International Dublin Literary Award de 2012.
Honour ("Honra") foca uma história de assassínio justificado pela honra, abrindo um debate apaixonado sobre família, amor, liberdade, redenção e o desenvolvimento da masculinidade. Foi nomeado para os prémios Man Asian de 2012 e prémio Man Asian Literary Prize e Women’s Prize for Fiction de 2013.
O romance mais recente de Şafak, Architect’s Apprentice (Aprendiz de Arquiteto), gira em torno de Mimar Sinan, o arquiteto mais famoso otomano.

## Prémios e distinções especiais
- É uma das 100 Mulheres da lista da BBC de 2021.[14]
- Honour, segundo lugar do Prix Escapade, France 2014  [15]
- Honour, Listada para o International IMPAC Dublin Literary Award, 2013  [16]
- Membro do júri do Sunday Times EFG Private Bank Short Story Award em dois anos consecutivos [17]
- Membro da 2013 Class da YSL (Turkish American Society)
- 2013 Prix Relay dos viajantes, Crime d'honneur (Phébus), 2013 [18]
- Honour, Listado para o Women’s Prize for Fiction, 2013 [19]
- Membro do júri em 2013 do Independent Foreign Fiction Prize.[20]
- Honour, Listado para o Man Asian Literary Prize, 2012 [21]
- The Forty Rules of Love, Nomeado para o 2012 International IMPAC Dublin Literary Award [22]
- Prix Alef - Menção Especial para Literatura Estrangeira, Soufi, mon amour (Phébus), 2011 [23]
- Membro da Weforum Global Agenda Council on The Role of Arts in Society[24]
- TED Global Porta Voz [25]
- Marka 2010 Award, Turkia
- Chevalier Des Arts et Lettres
- Ambassador of Culture Action Europe Campaign, 2010
- Special Envoy, EU-Turkey Cultural Bridges Programme, 2010
- Turkish Journalists and Writers Foundation "The Art of Coexistence Award-2009" [26]
- International Rising Talent, Women's Forum - Deauville, França 2009 [27]
- The Bastard of Istanbul, Listada para o Orange Prize for Fiction, Londres 2008
- ECFR (European Council on Foreign Relations) Membro fundador[28]
- The Gaze, Listado para o Independent Foreign Fiction Prize, United Kingdom 2007 [29]
- Maria Grazia Cutuli Award - International Journalism Prize, Itália 2006
- The Flea Palace, Lista final do Independent Foreign Fiction Prize, United Kingdom 2005
- The Gaze, Melhor Romance da Union of Turkish Writers' Prize, 2000[30]
- Pinhan, The Great Rumi Award, Turquia 1998